# Apple jack
L'Apple jack (o Applejack) è un'acquavite ottenuta dalla distillazione del sidro di mele.
Di origine statunitense, si presenta come un liquido incolore o leggermente giallo con gradazione alcolica di 40-50°.
Si presta soprattutto alla preparazione di cocktail, mentre è meno indicato il suo consumo come liquore.

## Altro
Nelle Filippine viene prodotto un distillato dal cuore dei germogli delle palme da cocco detto apple brandy.